# Minkowski (cratère)
Minkowski est un cratère lunaire dans l'hémisphère sud de la face cachée de la lune près du pôle Sud. Il se trouve à environ un diamètre du cratère Lemaître situé au nord-nord-est. Il est également placé au sud-est du cratère inondé Baldet et au sud-est du cratère Fizeau. Le bord extérieur du cratère Minkowski est fortement érodé et forme comme une crête circulaire irrégulière. De nombreux cratères se trouvent en travers du contour, les plus importants étant deux paires de craterlets le long de la bordure orientale. Le plancher intérieur est relativement plat, avec une tache sombre dans le quadrant nord-est qui est caractéristique de la présence de lave en surface. Il y a un petit cratère en forme de bol situé en bonne place au milieu.  
En 1970, l'union astronomique internationale a donné le nom du physicien et mathématicien allemand  Hermann Minkowski et de l'astronome allemand Rudolph Minkowski à ce cratère.

## Cratères satellites

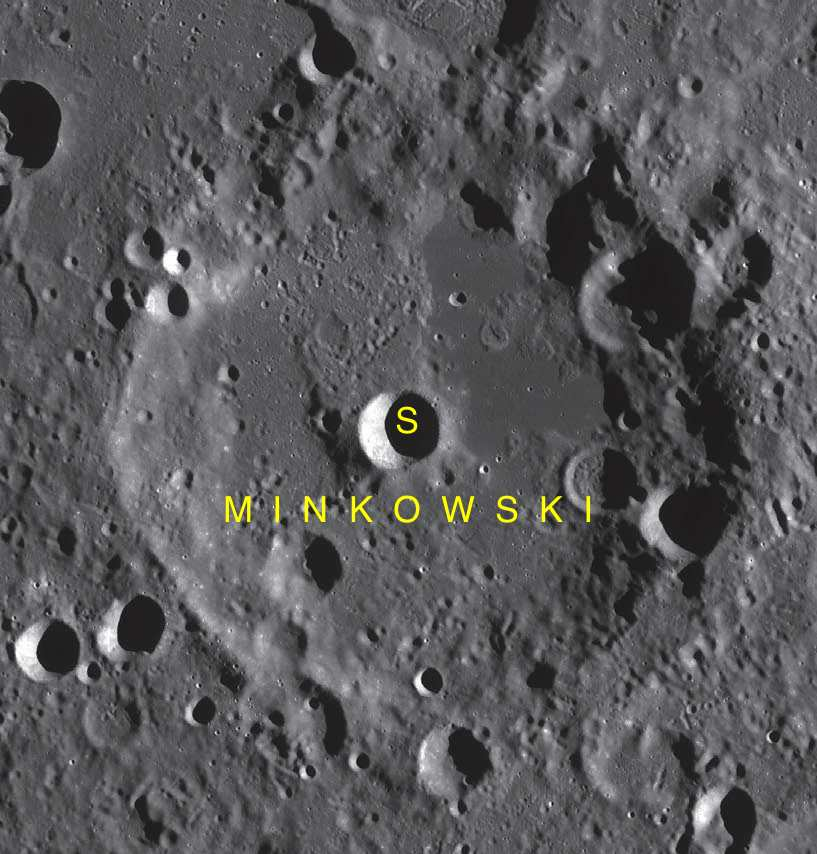
Carte des cratères satellites de Minkowski.

Les cratères dits satellites sont de petits cratères situés à proximité du cratère principal, ils sont nommés du même nom mais accompagné d'une lettre majuscule complémentaire (même si la formation de ces cratères est indépendante de la formation du cratère principal). Par convention ces caractéristiques sont indiquées sur les cartes lunaires en plaçant la lettre sur le point le plus proche du cratère principal. Liste des cratères satellites de Minkowski.
| Minkowski | Latitude | Longitude | Diamètre |
| --------- | -------- | --------- | -------- |
| S         | 56.1° S  | 145.6° W  | 13 km    |